# Lytrosis permagnaria
Lytrosis permagnaria là một loài bướm đêm trong họ Geometridae.